# Ivan Gavrilovič Kruglikov
Il conte Ivan Gavrilovič Kruglikov (in russo Иван Гаврилович Кругликов?; Smolensk, 13 agosto 1787 – San Pietroburgo, 30 ottobre 1847) è stato un politico russo.

## Biografia
Era il figlio di Gavril Ivanovič Kruglikov, e di sua moglie, la principessa Elena Petrovna Vadbolskaja.

## Carriera
Frequentò l'Università di Mosca e nel giugno 1803 fu nominato al servizio del State College of Foreign Affairs, dove prestò servizio come interprete fino all'aprile 1808. Dal dicembre 1808 al febbraio 1812 prestò servizio nell'ufficio del governatore generale Jakov Ivanovič Lobanov-Rostovskij. 
Con lo scoppio della campagna di Russia entrò a far parte del corpo militare. Dal luglio 1812 fu cornetta del reggimento ussaro di Mosca, successivamente fu aiutante del generale Uvarov, partecipò alla battaglia di Borodino, di Chirikov, di Tarutino, di Malojaroslavec, di Vjaz'ma e di Kraśnik. Tra il 1813 e il 1814, fu nelle battaglie di Lutzen, Bautzen, Pirne e di Dresda.
Si è particolarmente distinto durante la battaglia di Kulm. Nell'ottobre 1813 partecipò alla battaglia di Butelshtet e fu promosso tenente. Prese parte alle battaglie di Brienne, a Tignes, a Ferschampenoise, vicino a Sampus e durante la battaglia di Parigi. 
Nel maggio 1814 entrò nell'entourage del generale Vasil'čikov. Si ritirò con il grado di colonnello nel gennaio 1826. Più tardi, con il grado di consigliere, entrò nel consiglio di stato. Gli fu concesso il titolo di "Stahlmeister". Il 30 gennaio 1835 si ritirò con il grado di consigliere privato.

## Matrimonio
Nel 1828 sposò la contessa Sof'ja Grigor'evna Černyšëva (1799-24 luglio 1847), figlia di Grigorij Ivanovič Černyšëv. Ebbero sei figli:
- Grigorij Ivanovič (1830—?);
- Aleksandra Ivanovna (1832-1926), sposò Vasilij Aleksandrovič Paškov, ebbero quattro figli;
- Elizaveta Ivanovna (1832-1922), sposò il generale Grigorij Ivanovič Čertkov, ebbero tre figli;
- Ippolit Ivanovič (1834-1907), sposò la contessa Marija Ivanovna Apraksina, ebbero una figlia;
- Sof'ja Ivanovna (1836);
- Evgenij Ivanovič(1839—?)[2]..

Dopo la morte del suocero nel 1831, secondo la decisione del consiglio dei ministri del 14 gennaio 1832, Kruglikov ricevette il titolo di conte. Visse con la sua famiglia all'estero per motivi di salute. Era in famigliarità con Puškin, era amico dei fratelli Viel'gorskij e Gogol'.

## Morte
Dopo la morte di sua moglie nell'estate del 1847, tornò con i bambini a San Pietroburgo, dove morì nell'autunno di quell'anno. Fu sepolto a Mosca nel Monastero di Novospassky.